# RABe 522
La RABe 522 est une nouvelle génération de rame régionale bi-courant fabriquée par Stadler Rail sur le modèle Stadler Flirt à Bussnang.

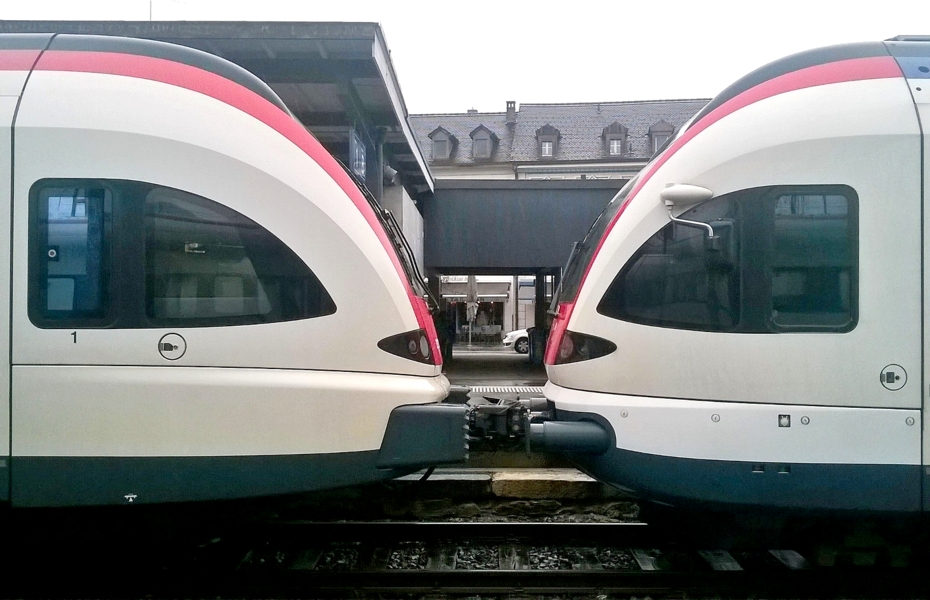
Différence des cabines des RABe 522 (à gauche) et RABe 523.

## 1resérie
La 1re série commandée pour assurer les liaisons du RER S1 de Bâle a été rejetée par la France, n'appréciant pas la façon dont la cabine se déformait en cas d'accident. Son apparence était identique aux rames RABe 521 et 523 en lesquelles elles ont été reconverties pour circuler en trafic intérieur et plus précisément en Argovie.

## 2esérie
La 2e série arrivée en 2011 est créée sur mesure et circule actuellement principalement sur les lignes S1 et S3 du S-Bahn de Bâle. Homologuée en France, cette seconde série a reçu la cabine des GTW circulant aux Pays-Bas.
Cette série ne circule pas entre Bale et Mulhouse-Ville : En effet, les horaires cadencés des deux côtés de la frontière sont incompatibles. Les Z 27500 de la région Grand Est continuent donc d'assurer la desserte sous 25 Kv 50 Hz.
Leur capacité à circuler sous 25 Kv 50 Hz est requise pour assurer des relations entre Pontarlier (F) et Frasne (F) dans le cadre des correspondances à Frasne du TGV Paris-Gare-De-Lyon - Lausanne vers Pontarlier et Neuchâtel reprenant la relève des Rbde 562 bi-courant.
Également, cette série assure la desserte de Bienne à Meroux (Belfort-Montbéliard TGV) et notamment sous 25 Kv 50 Hz de Delle (F) et Meroux (F).

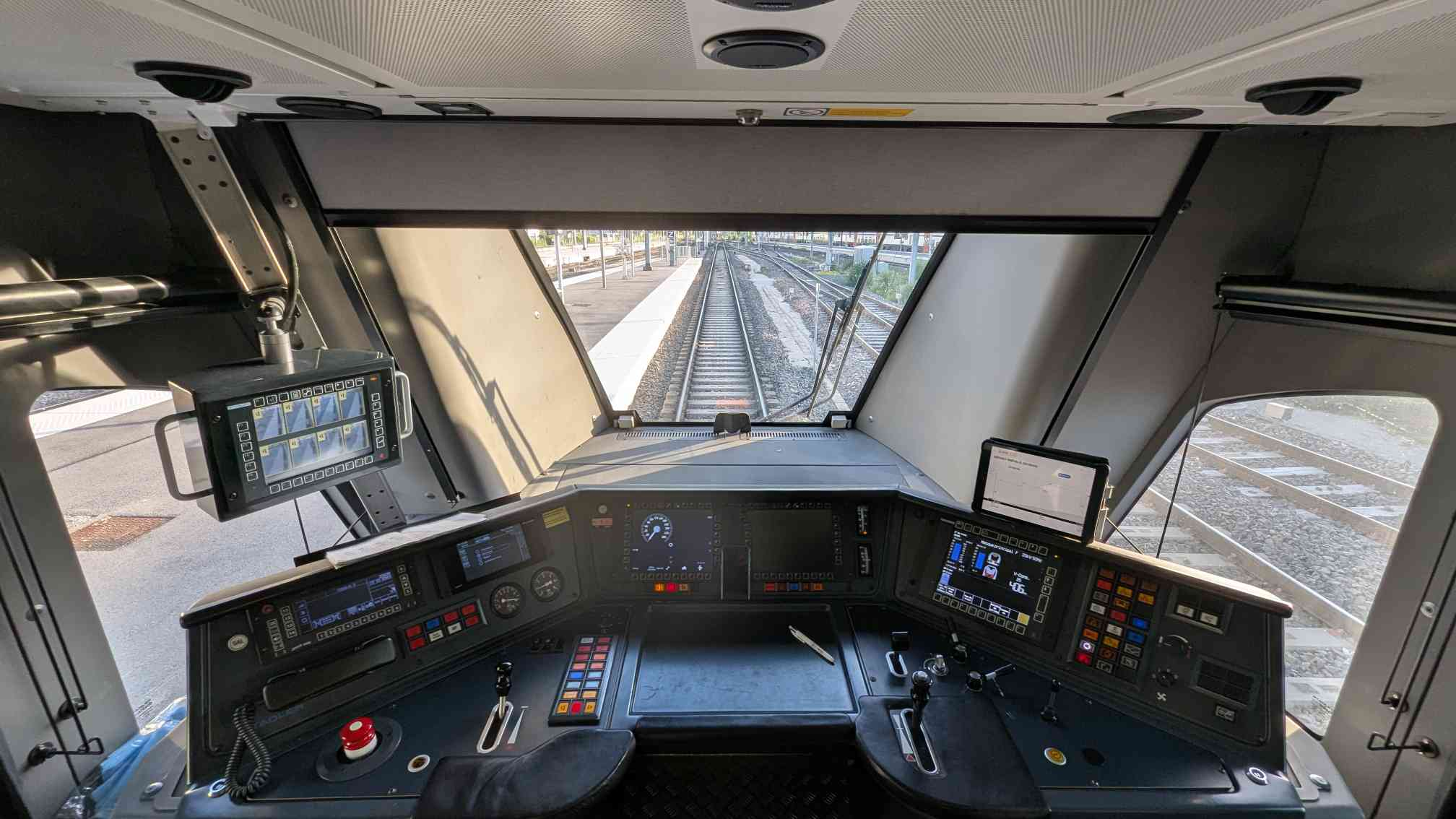
RABe 522 poste de conduite

Les CFF ont retenu cette série pour assurer les lignes L2, L4, L5 et L6 du Léman Express et ont commandés 23 unités pour ce service. Bien que la ligne L5 soit intégralement située sur territoire Suisse, l'électrification en 25 Kv 50 Hz entre Genève-Cornavin et La Plaine nécessite d'utiliser des automotrices aptes à cette tension. Les lignes L1, L3 ainsi que certains trains de la L4 sont assurés par des automotrices SNCF Régiolis type Z31500 aptes au 15 Kv 16,7 Hz.

## Utilisation
Les RABe 522 sont engagés sur les axes suivants :

### Léman Express
- Annecy - Annemasse - Genève-Cornavin - Coppet (ligne L2 du Léman Express)
- Annemasse - Genève-Cornavin - Coppet (ligne L4 du Léman Express)
- Genève-Cornavin - La Plaine (ligne L5 du Léman Express)
- Genève-Cornavin - Bellegarde (ligne L6 du Léman Express)

### RER trinational de Bâle
- Bâle CFF - Frick / Laufenbourg; (S1 RER trinational de Bâle)
- Olten - Bâle CFF - Porrentruy; (S3 RER trinational de Bâle)

### RegioExpress
- Bienne - Delémont - Delle - Meroux (Belfort-Montbéliard TGV) ;
- Frasne - Pontarlier - Neuchâtel (en correspondance avec le TGV Paris-Lausanne)

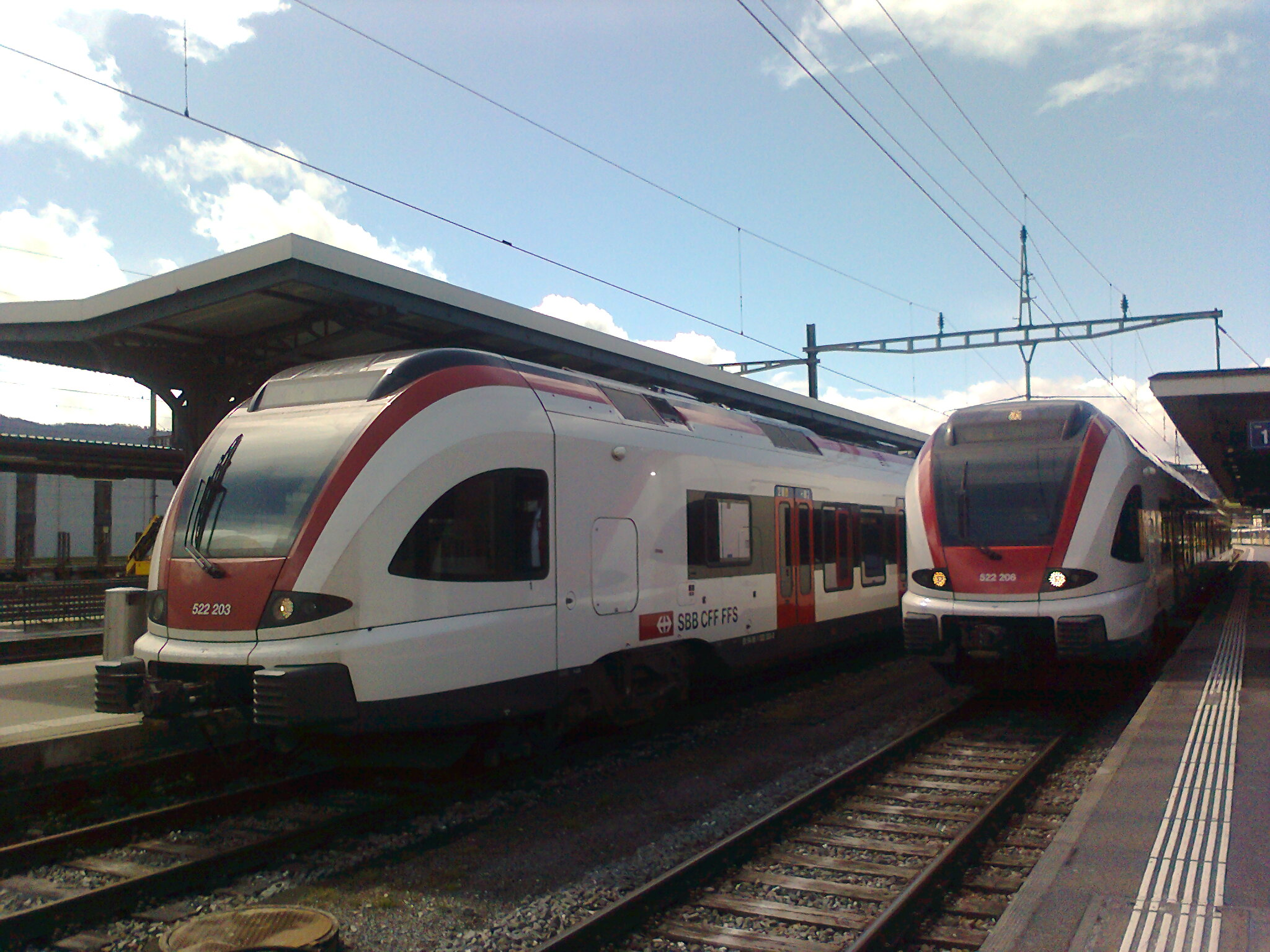
RABe 522 en service S3 RER Bâle ici à Delémont.
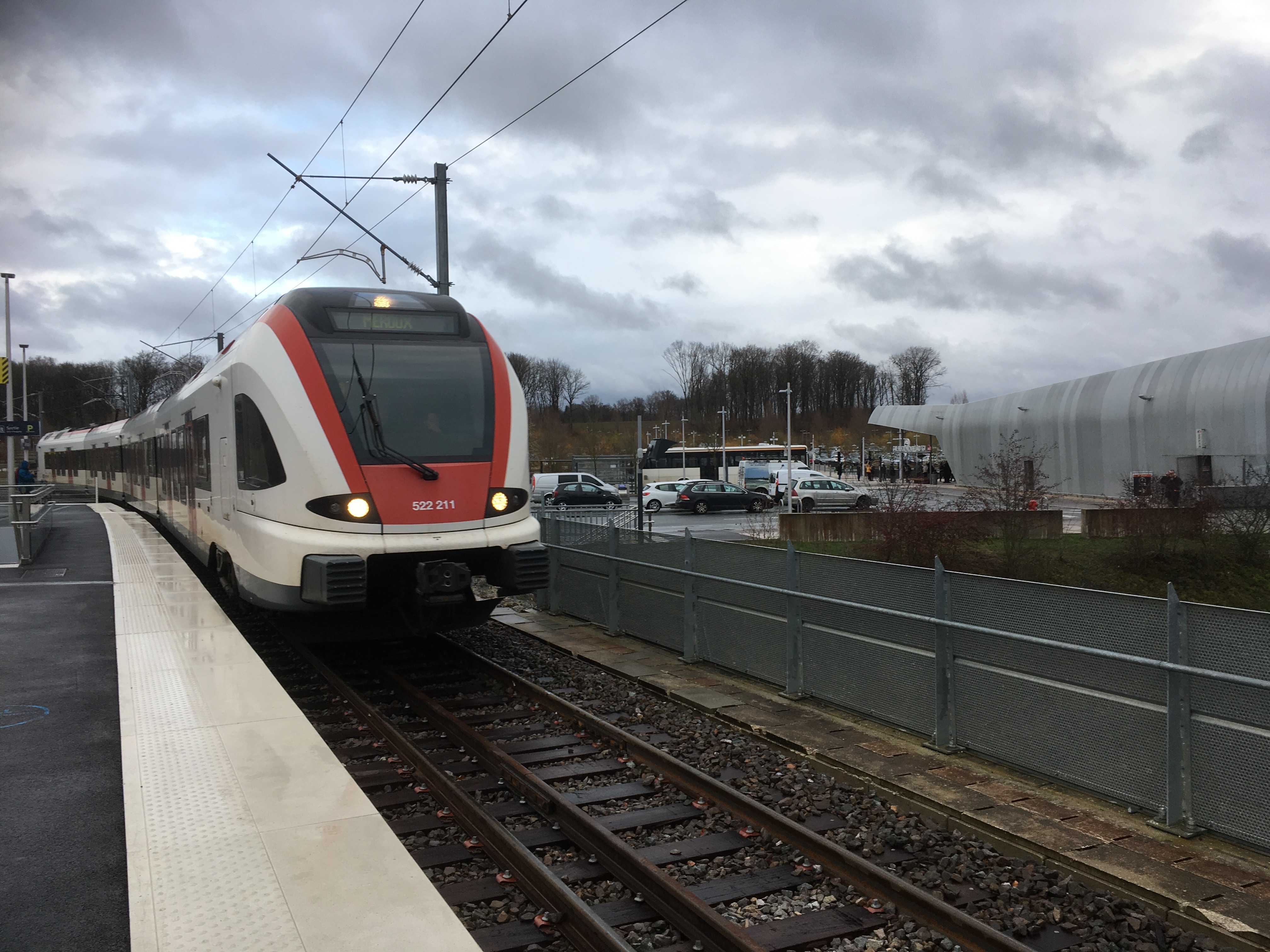
RABe 522 211 à la halte TER de Meroux.
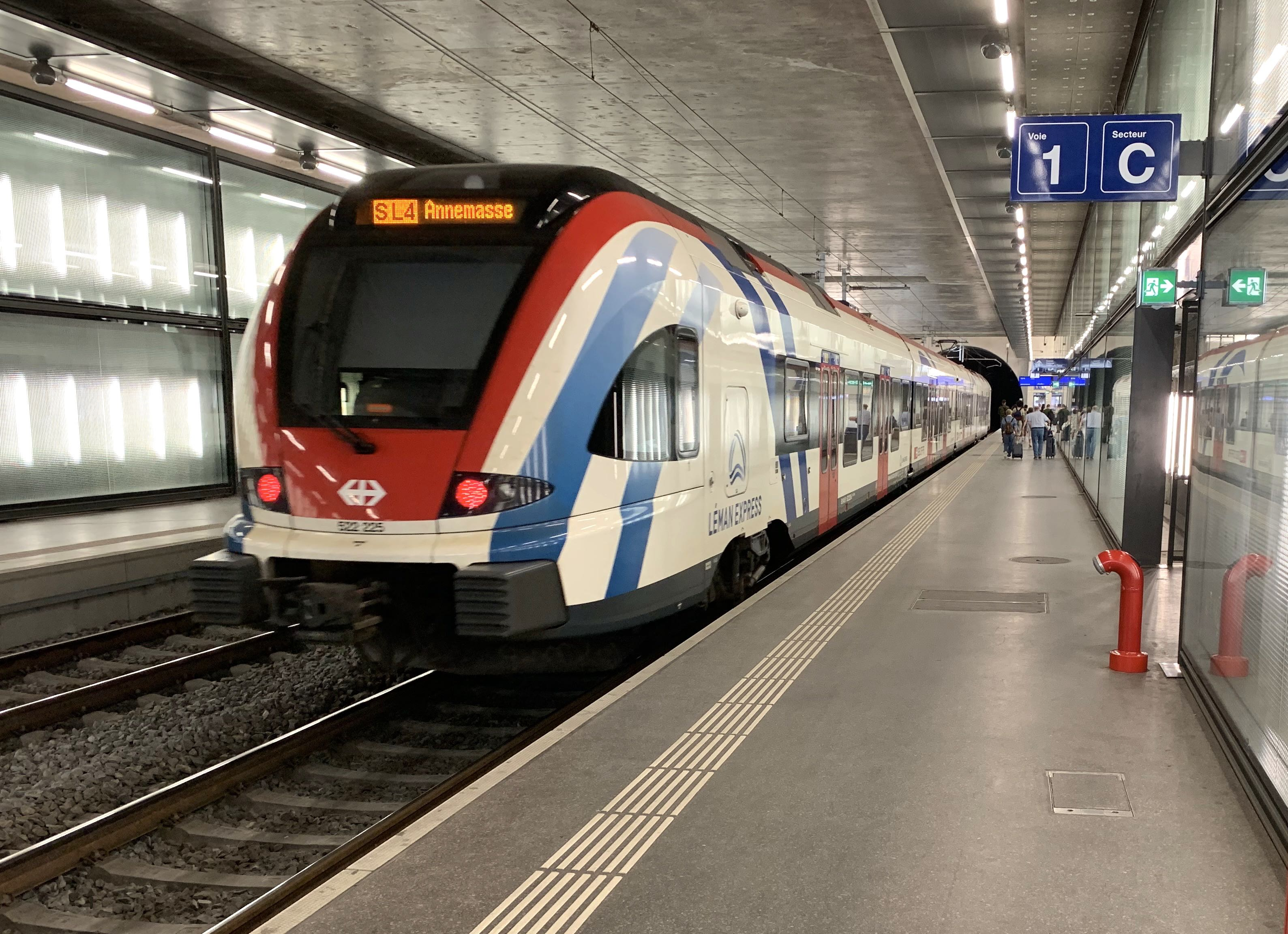
Flirt-RABe 522-225 en gare de Lancy-Bachet
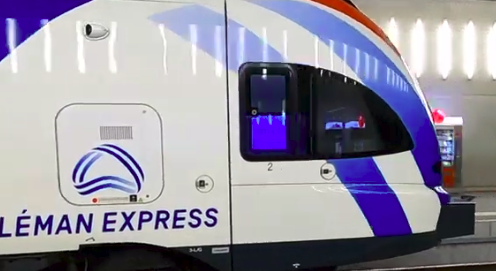
RABe 522 (communément appelée Stadler Flirt) circulant sur le réseau Léman Express. Sur ce réseau, les Stadler Flirt sont utilisées sur les lignes L2 et L4 à L6.